# Pouma

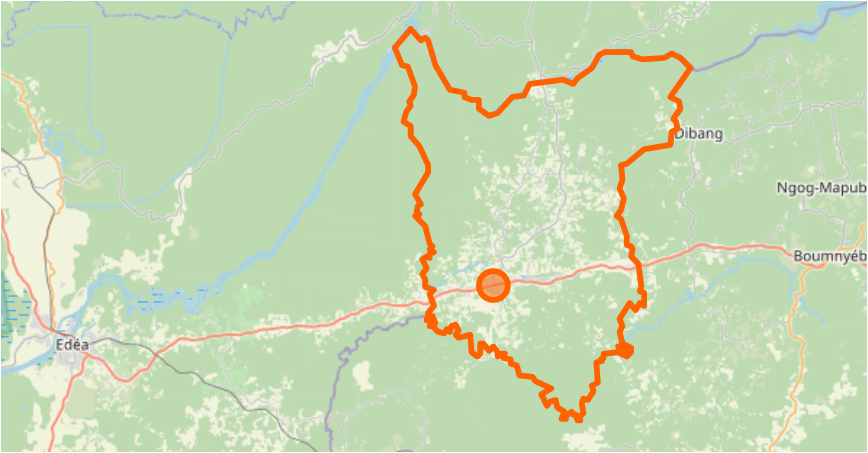
Lage von Pouma in Littoral

Pouma ist eine Gemeinde in Kamerun in der Region Littoral im Département Sanaga-Maritime.

## Geografie
Pouma liegt im Westen Kameruns, etwa 40 Kilometer östlich der Bezirkshauptstadt Edéa.

## Verkehr
Pouma liegt an der Nationalstraße N3.

## Söhne und Töchter der Gemeinde
- Serge Bando (* 1988), Fußballspieler